# Los-Angeles-Express-Klasse
Die Los-Angeles-Express-Klasse ist eine Baureihe von vier Postpanamax-Containermotorschiffen der Hamburger Reederei Hapag-Lloyd. Die in den Jahren 2003 und 2004 hergestellten Einheiten zählen zu den Containerschiffen der fünften Generation.

## Beschreibung
Der Schiffstyp der Los-Angeles-Express-Baureihe wurde von der südkoreanischen Werft Daewoo Shipbuilding & Marine Engineering gebaut und war eine Weiterentwicklung der vorhergehenden Hapag-Lloyd-Klassen mit Elementen des Schiff-der-Zukunft-Projektes. Sie verfügen daher über Ruderhäuser mit optimierter Rundumsicht. Das bei Hapag-Lloyd-Schiffen sonst am Heck angeordnete Freifallrettungsboot ist hier nicht vorhanden, stattdessen wurden zwei seitlich am Deckshaus angeordnete herkömmliche geschlossene Rettungsboote verbaut. Die Gesamtcontainerkapazität beträgt knapp 6732 TEU, es sind 500 Anschlüsse für Kühlcontainer vorhanden.

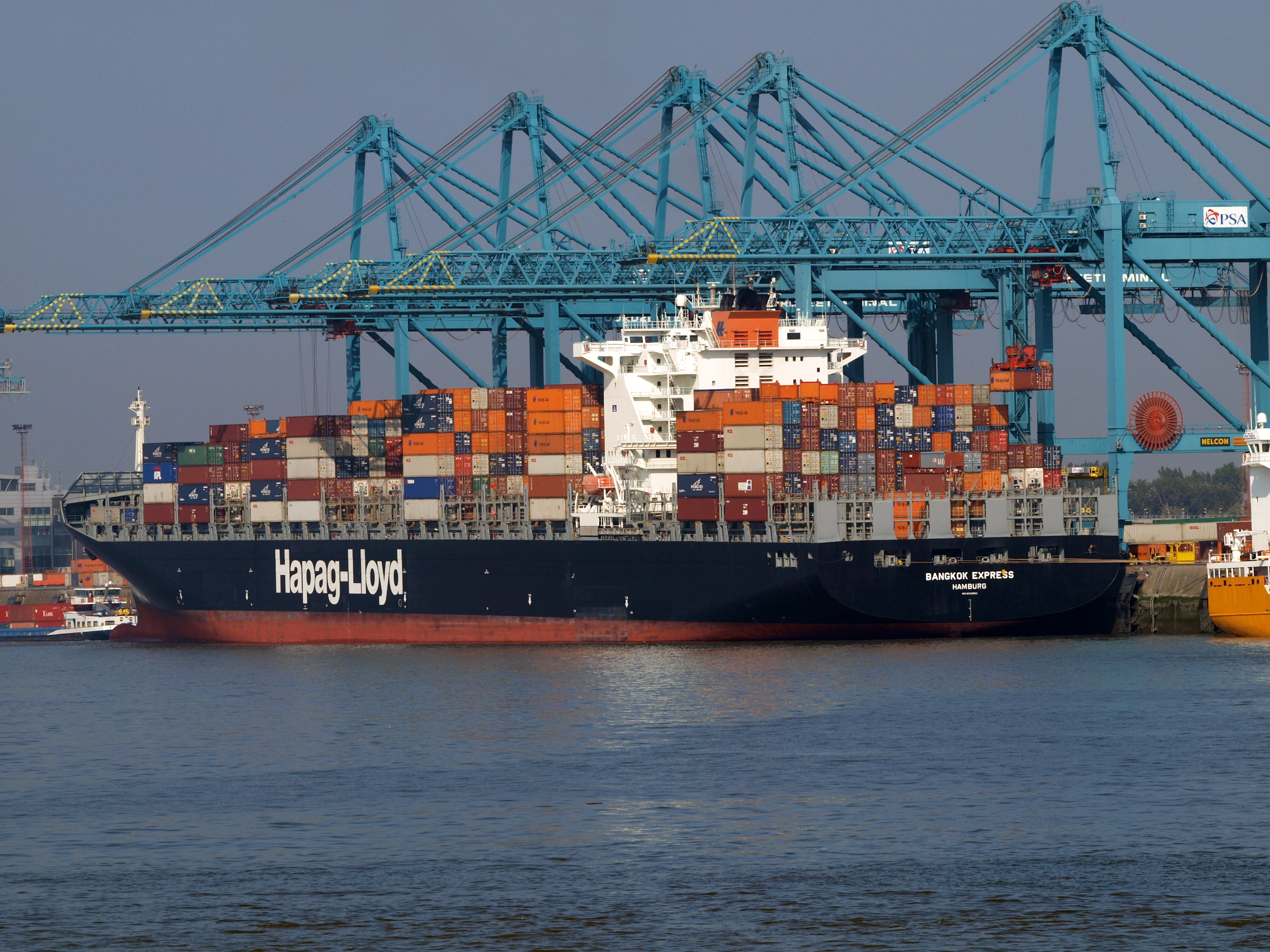
Die Bangkok Express in Antwerpen

Die Schiffsaufbauten sind etwa auf vier Fünftel der Länge achtern angeordnet. Die Schiffe verfügen über acht Laderäume, von denen sieben vor und einer hinter dem Deckshaus liegen. Verschlossen werden die Laderäume von Pontonlukendeckeln. Der vom koreanischen Hersteller HSD in Lizenz von MAN B&W gebaute Zehnzylinder-Zweitakt-Diesel-Hauptmotor des Typs  10K98MC-C  wirkt direkt auf den sechsflügeligen Festpropeller mit 8,2 Meter Durchmesser. Die Bordenergie wird durch vier STX-Hilfsdiesel und einen Notdiesel bereitgestellt. Zur Unterstützung der An- und Ablegemanöver sind die Schiffe mit einem Wärtsilä-Bugstrahlruder mit 2000 Kilowatt Leistung ausgerüstet.
Alle vier Schiffe wurden im Auftrag der Norddeutschen Reederei H. Schuldt in Hamburg gebaut und werden in Langzeitcharter von Hapag-Lloyd eingesetzt. Das Typschiff, die Northern Magnum wurde am 21. Juli 2003 auf Kiel gelegt, am 18. Oktober 2003 aufgeschwommen und am 29. Dezember 2003 als Los Angeles Express in Dienst gestellt. Das letzte Schiff der Serie, die Northern Monument, wurde im April 2004 abgeliefert und als Busan Express in Fahrt gebracht. Alle Schiffe der Klasse wurden im Liniendienst zwischen Europa und Ostasien eingesetzt.

## Die Schiffe
| Los-Angeles-Express-Klasse | Los-Angeles-Express-Klasse | Los-Angeles-Express-Klasse | Los-Angeles-Express-Klasse | Los-Angeles-Express-Klasse                               | Los-Angeles-Express-Klasse                                         | Los-Angeles-Express-Klasse | Los-Angeles-Express-Klasse |
| Bauname                    | Bauwerft / Baunummer       | IMO-Nummer                 | Auftraggeber               | Kiellegung / Stapellauf / Indienststellung               | Spätere Namen                                                      | Verbleib                   |                            |
| -------------------------- | -------------------------- | -------------------------- | -------------------------- | -------------------------------------------------------- | ------------------------------------------------------------------ | -------------------------- | -------------------------- |
| Northern Magnum            | Daewoo / 4092              | 9252541                    | H. Schuldt                 | 9. Juni 2003 / 5. September 2003 / 10. November 2003     | 2003 Los Angeles Express,2014 Northern Magnum,2023 MSC Magnim VII  | In Fahrt                   |                            |
| Northern Magnitude         | Daewoo / 4093              | 9252553                    | H. Schuldt                 | 21. Juli 2003 / 18. Oktober 2003 / 29. Dezember 2003     | 2003Bangkok Express,2015 Northern Magnitude,2023 MSC Magnitude VII | In Fahrt                   |                            |
| Northern Majestic          | Daewoo / 4094              | 9252565                    | H. Schuldt                 | 8. September 2003 / 22. November 2003 / 26. Februar 2004 | 2004 San Francisco Express, 2015 Northern Majestic                 | In Fahrt                   |                            |
| Northern Monument          | Daewoo / 4095              | 9252577                    | H. Schuldt                 | 24. November 2003 / 21. Februar 2004 / 29. April 2004    | 2004 Busan Express,2015 Northern Monument                          | In Fahrt                   |                            |